# Mâcot-la-Plagne
Mâcot-la-Plagne là một xã thuộc tỉnh Savoie trong vùng Auvergne-Rhône-Alpes ở đông nam nước Pháp.